# Biais cognitif chez les animaux
 (mai 2023).
La mise en forme du texte ne suit pas les recommandations de Wikipédia : il faut le « wikifier ».
Les points d'amélioration suivants sont les cas les plus fréquents. Le détail des points à revoir est peut-être précisé sur la page de discussion.
- Les titres sont pré-formatés par le logiciel. Ils ne sont ni en capitales, ni en gras.
- Le texte ne doit pas être écrit en capitales (les noms de famille non plus), ni en gras, ni en italique, ni en « petit »…
- Le gras n'est utilisé que pour surligner le titre de l'article dans l'introduction, une seule fois.
- L'italique est rarement utilisé : mots en langue étrangère, titres d'œuvres, noms de bateaux, etc.
- Les citations ne sont pas en italique mais en corps de texte normal. Elles sont entourées par des guillemets français : « et ».
- Les listes à puces sont à éviter, des paragraphes rédigés étant largement préférés. Les tableaux sont à réserver à la présentation de données structurées (résultats, etc.).
- Les appels de note de bas de page (petits chiffres en exposant, introduits par l'outil «  Source ») sont à placer entre la fin de phrase et le point final[comme ça].
- Les liens internes (vers d'autres articles de Wikipédia) sont à choisir avec parcimonie. Créez des liens vers des articles approfondissant le sujet. Les termes génériques sans rapport avec le sujet sont à éviter, ainsi que les répétitions de liens vers un même terme.
- Les liens externes sont à placer uniquement dans une section « Liens externes », à la fin de l'article. Ces liens sont à choisir avec parcimonie suivant les règles définies. Si un lien sert de source à l'article, son insertion dans le texte est à faire par les notes de bas de page.
- La présentation des références doit suivre les conventions bibliographiques. Il est recommandé d'utiliser les modèles {{Ouvrage}}, {{Chapitre}}, {{Article}}, {{Lien web}} et/ou {{Bibliographie}}. Le mode d'édition visuel peut mettre en forme automatiquement les références.
- Insérer une infobox (cadre d'informations à droite) n'est pas obligatoire pour parachever la mise en page.

Pour une aide détaillée, merci de consulter Aide:Wikification.
Si vous pensez que ces points ont été résolus, vous pouvez retirer ce bandeau et améliorer la mise en forme d'un autre article.
 (mai 2023).
Un biais cognitif chez l'animal est un phénomène de déviation du jugement dans les inférences avec d'autres animaux ou situations par l'effet d'informations ou d'états émotionnels non pertinents. On dit parfois que les animaux créent leur propre "réalité sociale subjective" à partir de leur perception de l'input. Chez l'homme, par exemple, un biais optimiste ou pessimiste peut affecter la réponse à la question "Le verre est-il à moitié vide ou à moitié plein ?"
Afin d'explorer ses biais cognitifs, on pourrait entraîner un animal à s'attendre à ce qu'un événement positif suive un stimulus et qu'un événement négatif suive un autre stimulus. Par exemple, dans de nombreux essais, si l'animal appuie sur le levier A après une tonalité de 20 Hz, on obtient un aliment très désiré, mais une pression sur le levier B après 10 Hz donne une nourriture fade. L'animal se voit alors proposer les deux leviers après un stimulus test intermédiaire, par exemple 15 Hz. L'hypothèse est que « l'humeur » de l'animal va biaiser le choix des leviers après le stimulus-test ; s'il est positif, il aura tendance à choisir le levier A, s'il est négatif, il aura tendance à choisir le levier B. L'hypothèse est testée en manipulant des facteurs susceptibles d'affecter l'humeur - par exemple, le type de logement dans lequel l'animal est gardé.
Des biais cognitifs ont été mis en évidence dans un large éventail d'espèces, notamment les rats, les chiens, les macaques rhésus, les moutons, les poussins, les étourneaux et les abeilles,.

## Chez le rat
Dans ce qui a été décrit comme une "étude historique", la première étude des biais cognitifs animaux été menée avec des rats en 2004. Les auteurs ont montré que les rats de laboratoire situés dans des environnements imprévisibles avaient une attitude plus pessimiste que les rats situés dans des environnements prévisibles.
Une autre étude a cherché à savoir si les changements d'intensité lumineuse - une manipulation à court terme de l'état émotionnel - avaient un effet sur les biais cognitifs. L'intensité lumineuse a été choisie comme traitement parce qu'elle est spécifiquement liée à l'induction d'anxiété. Les rats ont été entraînés à faire la distinction entre deux emplacements différents, chacun correspondant à un niveau de lumière élevé ('H' pour "high") ou faible ('L' pour "low"). Dans un  lieu, le sujet était récompensé par de la nourriture appétissante et dans l'autre par une nourriture aversive. Les rats passés du niveau de lumière élevé au niveau faible (probablement la manipulation émotionnelle la moins négative) ont couru plus rapidement vers les trois endroits ambigus que les rats  passés du niveau de lumière faible à élevé (probablement la manipulation la plus négative).
Une autre étude a cherché à savoir si la défaite sociale chronique rend les rats plus pessimistes. Pour induire un stress psychosocial chronique, les rats ont été soumis à une défaite sociale quotidienne dans un paradigme résident-intrus pendant trois semaines. Ce stress psychosocial chronique rend les rats plus pessimistes.
En utilisant l'approche du biais cognitif, il a été constaté que les rats soumis à une manipulation ou à une stimulation manuelle ludique administrée par l'expérimentateur (chatouillement) présentaient des réponses différentes au stimulus intermédiaire : les rats exposés au chatouillement étaient plus optimistes. Les auteurs ont déclaré avoir démontré "pour la première fois un lien entre l'état affectif positif directement mesuré et la prise de décision sous incertitude dans un modèle animal".